# Pan Bates versus Britská pošta
Pan Bates versus Britská pošta je čtyřdílný britský seriál z roku 2024 na motivy skutečných událostí, který rekonstruuje jeden z největších skandálů moderní britské historie známý jako Skandál Britské pošty, jehož podstatou bylo, že Britská pošta na základě falešných obvinění založených na nespolehlivém účetním a evidenčním systému Horizon křivě obvinila z defraudace a mnohdy i finančně zničila či poslala do vězení stovky nevinných poštmistrů. 
Seriál vytvořený ITV Studios byl poprvé vysílán na ITV od 1. do 4. ledna 2024. Roli Alana Batese, který vedl poškozené poštmitry do přes dvacet let trvajícího vítězného boje s Britskou poštou, hrál Toby Jones.